# My Life in the Bush of Ghosts (Roman)
My Life in the Bush of Ghosts, erschienen 1954, war die zweite Romanveröffentlichung des nigerianischen Autors Amos Tutuola. Der in einer eigenen, an das Pidgin English erinnernden Version des Englischen verfasste Text wird als früher Vertreter des afrikanischen magischen Realismus angesehen. In der Erzählstruktur einer nicht chronologisch abgehandelten Ansammlung von mysteriös-phantastischen und surrealen Ereignissen werden traumartige Gebilde einer Geisterwelt geschaffen, die in Beziehung zur realen Welt – mit ihren Fragen zur persönlichen Identität und gemeinschaftlicher Kultur – treten. Der Text erinnert im Ton stark an Tutuolas Erstlingswerk, The Palm-Wine Drinkard, und wurde 1991 in deutscher Übersetzung unter dem Titel Mein Leben im Busch der Geister veröffentlicht. Zudem war er titelgebend für ein 1981 veröffentlichtes Album von David Byrne und Brian Eno.

## Geschichte
Der namenlose Ich-Erzähler ist mit seinem Bruder auf der Flucht vor Sklavenhändlern. Als kleiner Junge vermag er nicht zwischen Gut und Böse zu unterscheiden und gerät in einem fantastischen Wald in den Sterblichen eigentlich verbotenen und unzugänglichen Busch der Geister. Er ist Lebensraum wilder und furchteinflößender Wesen. Diese verwickeln ihn in ihre Welt, in der er ständig verwandelt wird, zweimal heiratet, ihre Sprache erlernt und schließlich in der Stadt, in die einer seiner verstorbenen Vettern das Christentum gebracht hat, zum ersten Polizeipräsidenten wird. Im Laufe der Jahre anerkennt er seine neue Existenz. Als aber eine Geisterfrau erscheint, die er aufgrund eines Medizinrezepts seiner Mutter von einer schmerzhaften Krankheit befreien kann, nimmt er deren Hilfe in Anspruch, als sie mittels eines Fernsehgeräts ihm zur Flucht aus dem grotesken Mysterium verhilft. Er gelangt zurück in die Welt der Sterblichen und kommt unter dem Baum zu sich, von welchem aus er in den Busch der Geister entrissen wurde, allerdings um den Preis, dass er umgehend versklavt wird. Schließlich wird er von seinem verloren gegangenen Bruder gekauft, nachdem dieser ihn erkannt hatte und vorgab als nichtsnutzigen, da kranken, Sklaven den Göttern opfern zu wollen.